# アード
アード（Ad、A'ad、アラビア語：عاد）またはアド、アアドは、南アラビアに居住していた、古代のアラブ民族である。
現在のイエメン東部からオマーン西部、カータン (w:Qahtan) 族の東部に居住。ラクダが初めて飼い馴らされた場所と推測される。首都であるウバーは乳香の主要な積み荷港であった。
紀元前10世紀から西暦3世紀に王国を築いていた。クラウディオス・プトレマイオスは首都ウバーに付いて記述を残している。西暦3世紀から6世紀の間に、自然災害によりウバーの大部分が破壊され、アードの終焉へつながる。

## 伝説
伝説ではセムの子孫で、ほかの部族より長身でタフであったとされる。

## 代表的な統治者
- Ad ibn Kin'ad - 初代リーダー。紀元前23 - 10世紀の間に存在。
- Aldahn Khuljan - （紀元前4 - 3世紀）。
- シャッダード（英語版） - 最後のリーダー。（西暦4 - 6世紀）。